# Chełmskie Torfowiska Węglanowe
Chełmskie Torfowiska Węglanowe este o arie protejată (arie de protecție specială avifaunistică — SPA) din Polonia întinsă pe o suprafață de 4.309,42 ha, integral pe uscat.

## Localizare
Centrul sitului Chełmskie Torfowiska Węglanowe este situat la coordonatele 51°09′25″N 23°35′18″E / 51.1569°N 23.5882°E.

## Înființare
Situl Chełmskie Torfowiska Węglanowe a fost declarat arie de protecție specială avifaunistică în noiembrie 2004 pentru a proteja 25 de specii de animale.

## Biodiversitate
Situată în ecoregiunea continentală, aria protejată nu include niciun habitat protejat.
La baza desemnării sitului se află mai multe specii protejate de  păsări (25): pitulice de apă (Acrocephalus paludicola), rață lingurar (Anas clypeata), rață mare (Anas platyrhynchos), rață cârâitoare (Anas querquedula), ciuf de câmp (Asio flammeus), buhai de baltă (Botaurus stellaris), chirighiță-cu-aripi-albe (Chlidonias leucopterus), barză albă (Ciconia ciconia), erete de stuf (Circus aeruginosus), erete vânăt (Circus cyaneus), erete cenușiu (Circus pygargus), cristeiul de câmp (Crex crex), becațină comună (Gallinago gallinago), Gallinago media, cocor (Grus grus), stârc pitic (Ixobrychus minutus), sfrâncioc roșiatic (Lanius collurio), sitar de mâl (Limosa limosa), gușă albastră (Luscinia svecica), culic mare (Numenius arquata), bătăuș (Philomachus pugnax), cresteț cenușiu (Porzana parva), cresteț pestriț (Porzana porzana), cristei de baltă (Rallus aquaticus), fluierarul cu picioare roșii (Tringa totanus).